# Giuseppe Di Matteo
Giuseppe Di Matteo (Palermo, 19 gennaio 1981 – San Giuseppe Jato, 11 gennaio 1996) è una vittima innocente di mafia.
Rapito da Cosa nostra all’età di dodici anni, dopo che il padre, il mafioso Santino Di Matteo, aveva cominciato a collaborare con la giustizia, fu tenuto in ostaggio per 779 giorni e, pochi giorni prima del quindicesimo compleanno, assassinato per strangolamento e sciolto nell’acido su ordine del boss corleonese Giovanni Brusca, all'epoca capo del mandamento di San Giuseppe Jato.

## Biografia

### Le origini e il contesto familiare
Giuseppe Di Matteo era il figlio primogenito di Mario Santo Di Matteo, detto Santino, e di Franca Castellese. Il padre, nato in una famiglia mafiosa da diverse generazioni (si pensi che un avo, dedito al contrabbando, era stato condannato all’ergastolo per l’omicidio di un carabiniere), aveva assimilato i codici e le mitologie di Cosa nostra attraverso i racconti dei membri maschi della famiglia e, durante l’infanzia del piccolo Giuseppe, aveva servito l’organizzazione criminale come alleato dei Corleonesi, coprendo l’inizio della latitanza di Giovanni Brusca nelle tenute di famiglia, commettendo numerosi omicidi e fornendo supporto tecnico e logistico per la preparazione dell’attentato di Capaci. Ufficialmente allevatore, Santino Di Matteo lavorò per un certo periodo anche come addetto all’abbattimento di capi di bestiame al mattatoio comunale di Altofonte; oggi vive con la famiglia sotto protezione dello Stato.
La madre di Giuseppe proveniva, invece, da una famiglia non mafiosa. Di origini contadine, aiutò la famiglia nel lavoro dei campi prima di seguire dei corsi di formazione professionale come infermiera e dattilografa. Vincitrice di concorso dapprima in ospedale, quindi al Tribunale e poi alle Poste, lavorò per dieci anni come infermiera all’ospedale psichiatrico di Palermo prima di passare all’ospedale di Altofonte, dove, pur mantenendo la sua qualifica, svolse funzioni amministrative come addetta alle relazioni con il pubblico.

### L’infanzia fino al rapimento
Giuseppe godette di un'infanzia agiata, sana e serena. Frequentò un asilo privato a pagamento gestito da suore e venne poi iscritto alla locale scuola elementare, dove conobbe la compagna di banco e amica del cuore Mariella. In estate trascorreva le vacanze al mare, in una casa di proprietà della famiglia a Balestrate, allontanandosene solo per andare al maneggio. Stando alle testimonianze dei suoi cari, principalmente raccolte dal sociologo e giornalista Rai Pino Nazio, crebbe perfettamente in salute e con un fisico temprato dallo sport; di carattere autonomo, estroverso e impavido, si mostrava solidale e protettivo nei confronti del fratello più piccolo, Nicola, e dell'amica Mariella.
Il nonno paterno, anch'esso di nome Giuseppe Di Matteo ed anch’egli, come il padre Santino, affiliato a Cosa Nostra, strinse con il nipote un legame affettivo intensissimo ed esclusivo: oltre a esaudire sempre i suoi desideri, andando a volte contro le volontà dei genitori (come quando gli permise di guidare l’agognato motorino di piccola cilindrata e gli impartì i primi insegnamenti per guidare l’auto), lo seguì e assecondò nella precocissima, tenace e irresistibile passione per i cavalli. A tale riguardo è tramandato che “la sua attrazione preferita erano fin da piccolissimo i cavalli di plastica, di stoffa, a dondolo per poterci salire” e che fu poi nella tenuta del nonno che giocò per la prima volta con una cavallina. “Non aveva ancora sette anni quando aveva sfilato in costume da cavallerizzo durante la festa patronale per le vie del paese, a poco più di nove aveva fatto la prima gara”. Il suo primo cavallo apparteneva al nonno, mentre il secondo – un esemplare da competizione per il salto a ostacoli del valore di trentacinque milioni di lire – fu un omaggio delle potenti famiglie mafiose della zona ai Di Matteo padre e nonno.
Oltre a praticare l’equitazione a livello agonistico, il piccolo Giuseppe “passava ore” a seguirla in televisione. “Aveva studiato il metodo equestre che aveva fatto scuola nel campo, quello di Federico Caprilli (…) [e] il suo sogno era quello di saltare a piazza di Siena con i colori della Nazionale. La gara che lo appassionava di più era la ‘potenza’, una serie di salti a eliminazione in cui vinceva chi riusciva a saltare più in alto”. “Al galoppatoio lo conoscono tutti. Ha già vinto alcune gare e tantissimi premi: è il più piccolo ed è molto promettente. È la mascotte del maneggio di Villabate”. Al XXVIII Concorso Ippico Internazionale di Marsala (22-28 maggio 1992), vince la coppa a cui teneva maggiormente.
L’altra grande passione di Giuseppe era un passatempo che lo accomunava a molti altri bambini della sua generazione ed anche di quelle successive: i videogiochi. I primi li ricevette in dono per Natale dai familiari. Uno degli ultimi, invece, gli fu donato da Giovanni Brusca in persona, durante la latitanza che questi trascorse protetto dai Di Matteo nella loro tenuta. A proposito il fratello minore di Giuseppe, Nicola, ricorda: “un giorno arrivò Giovanni Brusca, a me e mio fratello Giuseppe regalò un Nintendo, è ancora a casa da qualche parte, quanto ci abbiamo giocato nei due mesi che rimase a casa nostra con la sua compagna. Allora non sapevo che fosse un mafioso latitante, non sapevo neanche del ruolo di mio padre”. Tra le ragioni del grande sconvolgimento morale provocato nell’opinione pubblica dal delitto Di Matteo, vi è il fatto che Brusca ordinò ed eseguì il sequestro e l'uccisione spietata di un bambino con cui di fatto aveva avuto un rapporto di amicizia, avendo familiarizzato e allegramente giocato con lui per diverso tempo.
La giocosità e affettuosità del piccolo Giuseppe è attestata anche dai ricordi scolastici dell’amica Mariella, con cui aveva organizzato scherzi e partecipato a escursioni e gare. Mariella racconta così di quando per scherzo avevano nascosto le merende di tutti i compagni di classe e di quando, sul pullman che li portava in gita scolastica ad Agrigento avevano cantato le loro canzoni preferite. Quella di Giuseppe era Vita mia di Amedeo Minghi, ma Giuseppe amava molto anche le canzoni della tradizione popolare siciliana, come Si maritau Rosa, di cui cantava a squarciagola il ritornello. La stessa Mariella ricorda, infine, come grazie al sostegno dell’amico ella aveva trovato la forza di partecipare alla gara di mezzofondo che si era tenuta ad Altofonte nei primi anni novanta alla presenza del loro compaesano Salvatore Antibo, negli anni ottanta uno dei corridori di fondo migliori del mondo.

### Il sequestro e l’omicidio
A seguito del rapimento, avvenuto al maneggio di Villabate il 23 novembre 1993, la vita sociale, affettiva e familiare del piccolo Giuseppe Di Matteo fu cancellata di colpo, la sua salute fisica progressivamente minata alle fondamenta e la sua condizione psicologica lentamente stravolta. Nei 779 giorni del sequestro, il ragazzo non poté parlare con i suoi cari, non ebbe più una compagnia, né una forma di svago: i rapitori, per il timore di essere riconosciuti, evitarono, infatti, il più possibile contatti diretti. Solo negli ultimi mesi di vita un carceriere gli procurerà con qualche regolarità riviste e giornali sportivi e talvolta qualche quotidiano.
Anche l’alimentazione e l’igiene personale del ragazzino furono lungamente e gravemente trascurate, al punto che solo dopo quasi due anni dal rapimento gli vennero tagliati per la prima volta i capelli, gli venne dato del latte al mattino e qualche pasto caldo. Se si escludono, infine, gli spostamenti in auto da un nascondiglio all’altro, durante i quali veniva comunque legato e incappucciato, non uscì più all’aria aperta. Il suo corpo, non più esercitato in alcuna attività fisica, si inflaccidì completamente e i lacci, con cui veniva tenuto legato, gli procurarono delle piaghe. Quando, dopo due anni e più di sequestro, Giuseppe fu immobilizzato per essere strangolato, uno degli esecutori materiali dell’omicidio notò che “ormai … non aveva la reazione di un bambino, sembrava molle… … sicuramente la mancanza di libertà, il bambino diciamo era molto molle, era tenero, sembrava fatto di burro”.
Il giudice Sabella, che condusse le indagini e istruì il processo, ha potuto ricostruire le condizioni di prigionia, riassumendole poi nel suo libro; sui singoli nascondigli e su singoli episodi della vita di Giuseppe in questi luoghi, sono poi disponibili nel libro di Martino Lo Cascio ampie citazioni direttamente dagli atti del processo. Dopo aver trascorso la prima notte del sequestro in un nascondiglio improvvisato all’interno di un capannone a Lascari, dove il bimbo non disponeva di un bagno, Giuseppe fu trasferito in diversi nascondigli nella provincia di Agrigento. Sono “mesi di celle umide, pareti scrostate, latrine improvvisate, giacigli sporchi e puzzolenti. Mesi di corde, catene, cappucci. Di giorno qualcuno, con il viso coperto dal passamontagna, gli porta da mangiare. Non lo tengono digiuno, ma gli danno sempre le stesse cose, pizza fredda e panini. Panini e pizza. Ogni tanto gli fanno una foto, un filmino o gli fanno scrivere sotto dettatura qualche biglietto (…): messaggi da mandare ai familiari” per ricattarli.
Tra la fine dell’estate del 1994 e l’agosto del 1995, viene spostato dapprima in una masseria adibita a deposito per le olive nelle Madonie, quindi in una abitazione a Castellammare del Golfo, da lì nel magazzino di un limoneto, a Campobello di Mazara, e poi ancora in un covo nei pressi di Erice. Tutti questi ambienti sono nascondigli improvvisati. In particolare, a Castellammare del Golfo, la sua cella è “un bagno dove c'è appena lo spazio per appoggiare a terra un materasso” e Giuseppe riceve il cibo e, quando è il caso, dei “bigliettini scritti” attraverso “uno sportellino in basso” che è stato ricavato nella porta e che ricorda una “gattaiola”. A Campobello di Mazara, invece, la cella è un “locale zeppo di casse, con una stanzetta e un séparé dove è stata ricavata una sorta di latrina”.
Dall’agosto del 1995, infine, Giuseppe viene tenuto nei sotterranei di un casolare in località Giambascio, presso San Giuseppe Jato, in un ambiente sotterraneo costruito appositamente. La cella è dotata di una porta di ferro con spioncino e il passaggio dal pianterreno al sotterraneo è garantito da un montacarichi perfettamente mimetizzato. È in questo luogo che, per ordine di Giovanni Brusca, Giuseppe di Matteo verrà strangolato e sciolto nell’acido l’11 gennaio 1996.
Il casolare, confiscato alle mafie, è oggi un centro di valorizzazione del territorio e un luogo della memoria e dell’impegno contro le mafie e reca il nome di Giardino della Memoria. A Giuseppe Di Matteo sono dedicati inoltre due presidi antimafia della rete associativa antimafia Libera (il primo a Saluggia, in provincia di Vercelli, e il secondo nella Valle dello Jato, in Sicilia) e, in ricordo della sua grande passione per l’equitazione, due centri ippici, uno nel Parco dei Nebrodi e uno a Portella della Ginestra, anch’esso “sorto sui terreni confiscati” alla mafia.

## L’impatto sociale e l’influenza culturale
Il sequestro, l’omicidio e lo scioglimento nell’acido del piccolo Giuseppe Di Matteo sono tra i crimini mafiosi ad aver avuto uno dei maggiori impatti sulla società civile, la cultura popolare e la stessa organizzazione criminale. Molti sono gli elementi che hanno pesato in tal senso: l’innocenza e la tenera età della vittima, le modalità del rapimento (con il crudele inganno di far credere al bambino di essere stato prelevato per incontrare il padre) e della detenzione (779 giorni in regime di pressoché totale isolamento, in condizioni ambientali, igieniche e alimentari totalmente incompatibili con la vita di un ragazzino nella primissima adolescenza), le manipolazioni e le violenze psicologiche subite dal bambino, la brutalità dello strangolamento, la barbarie della distruzione del corpo e la pochezza morale dimostrata dagli assassini nell’eseguire il delitto.
Per queste ragioni, la vicenda di Giuseppe Di Matteo ha suscitato un profondo turbamento, un diffuso sentimento di orrore, ripulsa e condanna, una volontà di ricostruzione dettagliata dei fatti e un desiderio vivissimo di rievocazione narrativa, letteraria e artistica della vicenda dal punto di vista della vittima. Si sono confrontati con il caso Di Matteo giornalisti, intellettuali, drammaturghi, cineasti ed esponenti dell’antimafia civile e sociale, oltre che il magistrato e i collaboratori di giustizia direttamente coinvolti nella vicenda.
In interviste concesse a Sandro Ruotolo per il giornale online Fanpage.it, Santino Di Matteo ha ricordato come i crimini commessi contro suo figlio Giuseppe da parte di Cosa nostra abbiano finito col danneggiare profondamente l’organizzazione criminale, facendole perdere consenso e turbando coscienze.
Il giudice Alfonso Sabella, che indagò sulla scomparsa di Giuseppe Di Matteo e fece da pubblico ministero al processo, ha tra l’altro appurato, sulla base di testimonianze di collaboratori di giustizia, che il caso del piccolo Di Matteo ebbe una parte nel suicidio di Vincenzina Marchese, moglie di Leoluca Bagarella e cognata di Totò Riina. Entrata in depressione per aver subito due aborti e per la vergogna di essere sorella di Pino Marchese, “il primo ‘corleonese’ pentito ed il collaboratore di giustizia più odiato dalla famiglia Riina”, la donna rimane “profondamente turbata, come gran parte del popolo di Cosa nostra, dalla storia del piccolo Giuseppe Di Matteo”. Si convince così “che non avere figli sia una sorta di castigo di Dio, una punizione per il rapimento di quel ragazzino innocente eseguito dagli uomini di suo marito. Il boss giura alla moglie che il bambino non è stato ucciso. E in effetti, in quella data, dice la verità. Ma lei non gli crede. E, tra mille tormenti, si toglie la vita”.
Lo stesso responsabile del fatto Giovanni Brusca, una volta divenuto collaboratore di giustizia, ha dichiarato che, pur essendosi reso autore e/o mandante di un numero di omicidi e crimini così alto da non riuscire nemmeno a ricordarlo, nessuno di essi gli ha attirato addosso così tanto ribrezzo e gli ha provocato così tanto disagio quanto l'uccisione del piccolo Giuseppe: “Sono diventato ‘il mostro’ per avere commesso questo delitto. Forse non lo sarei diventato se mi fossi limitato a uccidere il dottor Falcone e sua moglie … Nelle aule dei processi … la mia ricostruzione, se possibile, è stata ancora più minuziosa, più puntigliosa più ricca di particolari che per tutti gli altri crimini … Ogni volta che in dibattimento mi hanno rivolto domande su Giuseppe Di Matteo ho perso la calma, spesso il mio autocontrollo, la mia sicurezza espositiva. Serve a qualcosa vergognarsi quando si è fatto uccidere un ragazzino che poteva essere tuo figlio? Non lo so. So, di sicuro, che per me sarebbe meglio non parlarne”.
Sul fronte opposto, quello della Magistratura, il giudice Alfonso Sabella ha ammesso di non essere stato sempre capace di gestire emotivamente il racconto dello strangolamento e dello scioglimento nell’acido del piccolo Giuseppe: “La drammatica vicenda di Giuseppe Di Matteo mi ha colpito in maniera particolare. Nel corso della mia esperienza professionale ho (…) ascoltato centinaia e centinaia di racconti di violenze terribili, di omicidi efferati, di corpi squagliati nell'acido, di orrende mutilazioni e di quanto di più atroce possa commettere la bestia umana. E non mi sono mai tirato indietro, tranne che in un'occasione”, quando, appunto, si trattò di raccogliere la deposizione di uno degli ultimi carcerieri ed esecutori materiali dell’omicidio e dello scioglimento nell’acido del piccolo Di Matteo: Enzo Brusca, fratello di Giovanni. Giunti al punto in cui Brusca si accingeva a dare la sua versione dell’omicidio, il giudice Sabella lo fermò: «Senta Brusca, ho già sentito questa storia (…) da Monticciolo, da Chiodo e, de relato, da suo fratello Giovanni. La dovrò sentire altre quattro volte in dibattimento. Lei ha letto l'ordinanza di custodia cautelare che le è stata notificata. Mi dica solo una cosa: ci sono grandi differenze rispetto a quello che c'è scritto lì?». «No, solo qualche dettaglio.» «E allora mi risparmi il resto della storia. Lo racconterà direttamente in Corte di Assise»”. Sabella sapeva che in questa maniera era “venuto meno” a un suo dovere di magistrato, ma confessa: “non ce la facevo più a sentire quel racconto”. E aggiunge un particolare estremamente significativo: nessuno degli avvocati dei mafiosi sotto processo “solleverà mai eccezioni su quel mio comportamento”: “anche per loro non era facile confrontarsi con quella vicenda (…). In fondo, prima che professionisti, siamo tutti uomini”. A narrare in un libro-intervista gli ultimi mesi del sequestro, la morte e lo scioglimento dell’acido di Giuseppe Di Matteo, sarà poi anche uno dei carcerieri e degli esecutori materiali dell’omicidio, Giuseppe Monticciolo, affiliato a Cosa nostra e poi divenuto collaboratore di giustizia.
La vita del piccolo Giuseppe Di Matteo ha ispirato diversi scritti biografici, letterari, lungometraggi da parte di ed iniziative culturali.

### Libri
- Pino Nazio, Il bambino che sognava i cavalli. 779 giorni ostaggio dei corleonesi. Da un incontro con Santino di Matteo. Sovera editore, 2010. ISBN 8881249251. È il primo racconto che tenta di concentrarsi di più sulla figura del piccolo Giuseppe, anziché relegarsi alla descrizione del suo macabro destino. Si basa sulle testimonianze del padre, incontrato per intercessione dell’avvocato di famiglia, sui ricordi dell’amica del cuore di Giuseppe, Mariella, sui testi di Sabella e Monticciolo e sugli atti del processo. È il solo testo a raccontare diffusamente episodi che riguardano l’infanzia di Giuseppe. La narrazione prova a immedesimarsi nei principali personaggi della vicenda, tra cui il nonno e i genitori di Giuseppe, e a descrivere l'evoluzione psicologica del piccolo Di Matteo durante la prigionia.
- Martino Lo Cascio, Il giardino della memoria. I 779 giorni del sequestro Di Matteo. Mesogea, 2016. ISBN 8846921615. In questo volume, Lo Cascio dà voce a un regista teatrale che accetta inizialmente l'incarico di scrivere una pièce sulla tragica storia del piccolo Di Matteo e per farlo si concentra sui 779 giorni di prigionia del ragazzo. Al termine del racconto, il regista rescinderà il contratto, pregando il direttore del teatro di “credere che nient’altro si cela dietro questa ritirata se non un immenso dolore”[31]. Al racconto in prima persona del registra si alternano passi in cui viene data voce allo stesso Giuseppe, nonché ampi stralci degli atti giudiziari del processo.
- Marina Paterna (con la partecipazione del Collaboratore di Giustizia Mario Santo Di Matteo), Ho sconfitto la mafia. Io sono vivo!, Mednet, 2017. ISBN 8894365808. Il libro, che prende spunto da incontri con il padre di Giuseppe e da fonti giornalistiche e letterarie, rielabora in forma romanzata e in un ritmo febbrile e incalzante la storia di Giuseppe, ricreando i giorni del sequestro attraverso dialoghi, riflessioni e parole spesso affidati allo stesso Giuseppe. Il filo rosso della narrazione è costituito dal tentativo di una giovane giornalista incinta e del poliziotto suo compagno, di entrare in contatto con il piccolo Giuseppe.
- Dario Levantino, Il giudice e il bambino. Fazi editore, 2024. ISBN 97912559675576. Attraverso il genere letterario della fiaba, Dario Levantino ci racconta la storia del piccolo Di Matteo e del suo incontro con il giudice Borsellino in un paradiso fantastico. I giovani lettori possono avvicinarsi al tema della mafia e riflettere su uno degli episodi più crudi della nostra storia.

### Film e serie televisive
- Nel 2009, il cortometraggio di Marina Paterna IO VIVO! la rende finalista dell’International Film Festival del Cinema di Taormina. Successivamente, Marina Paterna ne realizzerà una versione più estesa, nel 2016, che verrà selezionata in concorso ai David di Donatello 2016.
- Nel 2017 i due registi Fabio Grassadonia e Antonio Piazza si ispirano al racconto Un cavaliere bianco di Marco Mancassola per il loro film Sicilian Ghost Story: il lungometraggio apre la Settimana internazionale della critica al Festival di Cannes il 18 maggio 2017. Il film racconta la storia d’amore e di amicizia tra Luna e Giuseppe, ostacolata dalla “misteriosa” sparizione di lui, che viene rapito dalla mafia come deterrenza verso la collaborazione del padre, boss mafioso. Con la sua indomabile tenacia, Luna, tenterà in ogni modo di trovarlo e di salvarlo, tanto da sviluppare ossessioni e disturbi clinici che rappresenteranno più volte un rischio per la sua stessa vita. Anche quando capirà che per Giuseppe il destino è già scritto, non si rassegnerà mai a perderlo e anzi, il ricordo del suo primo amore diventerà per lei una presenza rassicurante che la accompagnerà per tutta la vita. Sicilian Ghost Story è un film che racconta l’autenticità della sofferenza e la fragilità della vita umana in un’atmosfera quasi onirica, che mescida i confini nebulosi tra realtà e sogno.
- Anche nella serie televisiva Il cacciatore, basata sul libro del giudice Sabella, viene rievocata la vicenda del sequestro del piccolo Di Matteo.

### Iniziative culturali
Non sono mancate iniziative culturali a livello locale in ricordo e in onore di Giuseppe. Tra queste, si possono ricordare i due concorsi indetti nel 2011 in alcune scuole, tra cui quelle di Altofonte Una stella brilla in ciel e Giuseppe Di Matteo: La storia e il sogno. Nell’ambito di questi concorsi, gli alunni si sono cimentati nella stesura di elaborati dedicati proprio al piccolo Giuseppe, per tenerne viva la memoria, e hanno piantato un ulivo di fronte alla scuola che aveva frequentato.